# Championnat de France de hockey sur glace 1937-1938
Saison précédente Saison suivante
La saison 1937-1938 est la 22e saison du championnat de France de hockey sur glace qui porte le nom de 1re série.

## Bilan
Le club des Français volants est champion de France pour la deuxième fois.